# 源顕兼
源 顕兼（みなもと の あきかね）は、平安時代末期から鎌倉時代初期にかけての公卿。村上源氏雅兼流。非参議従三位。従三位源宗雅の息男。母は石清水別当光清の女。元の名は兼綱。

## 経歴
以下、『公卿補任』及び『尊卑分脈』に基づいて記述する。
- 仁安3年(1168年）12月13日、従五位に叙される[1]。
- 承安元年（1171年）1月18日、加賀権守に任ぜられる。
- 寿永元年（1182年）3月8日、従五位上に昇叙[2]。
- 元暦元年（1184年）3月27日、左兵衛佐に任ぜられる（源信賢の死去による替え）。
- 文治4年（1188年）1月6日、正五位下に昇叙[3]。同月24日、従四位下に昇叙（臨時）。
- 建久3年（1192年）1月5日、従四位上に昇叙[4]。
- 建久9年（1198年）1月5日、正四位下に昇叙[5]。
- 建仁元年（1201年）9月5日、斎宮寮頭に任ぜられる[6]。
- 建仁3年（1203年）5月4日、寮頭を息男行兼に譲る。同年10月27日、刑部卿に任ぜられる[7]。
- 元久元年（1204年）7月、父の喪に服す。同年10月26日、復任。
- 承元元年（1207年）1月13日、丹波権守を兼ねる。
- 承元2年（1208年）1月20日、従三位に叙される。刑部卿は元の如し。同年12月9日、刑部卿を辞す。
- 建暦元年（1211年）3月3日、出家。
- 建保3年（1215年）2月、薨去。享年56。

## 系譜
- 父：源宗雅（1136-1204）
- 母：石清水別当光清の女
- 妻：正三位高階泰経の女
- 生母不明の子女
  - 男子：源顕清
  - 男子：源行兼

## 『古事談』の編者
顕兼は『古事談』を編集したことで知られる。

## 『新勅撰和歌集』に一首
顕兼の次の和歌が『新勅撰和歌集』に採用されている。
　　題しらず

をのれなく こころからにや うつせみの はにをくつゆに 身をくだるらん（巻第十五　恋歌五）
せっかくの勅撰和歌集入集となったが、『新勅撰和歌集』撰進時に顕兼は故人となっており入集の喜びに接することはできなかった。なお、勅撰和歌集入首はこの一首のみ。